# Мадай, Давид-Самуэль
Давид-Самуэль фон Мадай (нем. David Samuel von Madai, 4 января 1709, Шелмецбанья — 2 июля 1780, Бенкендорф) — немецкий медик и нумизмат.

## Биография
Родился в Шелмецбанья, в Верхней Венгрии (ныне — город Банска-Штьявница в Словакии). Изучал медицину в Галле, в 1732 году получил степень доктора медицины. Был председателем «Collegium clinicum» в Галле, занимал должность лейб-врача князя Ангальт-Кётена.
Владел значительной коллекцией монет (более 14 000 экземпляров), в том числе около 7300 талеров почти всех немецких государств, а также талеров, чеканившихся в Австрии, Чехии и Швейцарии. В 1765—1774 годах издал в Кёнигсберге трёхтомный труд «Vollständiges Thaler-Cabinet», содержащий описание более 7000 монет в полталера, 1 и 2 талера.
В 1788 году коллекция Мадая была продана с аукциона в Гамбурге и затем несколько раз перепродана.